# Мутуген
Мутуген (монгол. Мутен; 1200–1221) — старший син Чаґатая, онук Чингісхана. Синами Мутугена були Бурі і Кара-Хулегу. Брав участь у монгольському завоюванні Середньої Азії. Загинув від пущеної стріли під час облоги Баміана в 1221 році. Онук Мутугена Барак-хан згодом став правителем Могулістану.